# De Onde Vem?
De Onde Vem? é uma série de desenho animado brasileira de foco educacional, produzida pela TV PinGuim para TV Escola. 

## Produção e transmissão
Produzida em 2001, a série permaneceu-se em reprise desde a estreia e também foi retransmitida por outros canais como TV Cultura, TV Rá-Tim-Bum, Canal Futura, Rede Gospel, TV Brasil  e Canal Viva.
O desenho tem como objetivo tirar dúvidas corriqueiras de crianças de até 6 anos de idade. O auge do sucesso do programa foi entre 2004 e 2005. Na época, o desenho foi líder de audiência na TV Cultura. A animação faz uso de uma mistura de flash com cenas filmadas em live-action.
Esta foi a primeira produção da TV PinGuim a conquistar sucesso comercial, já que as animações anteriores não repetiram o mesmo sucesso. 

## Enredo
O desenho gira em torno da jovem Kika de apenas 5 anos, que sempre curiosa pergunta sobre a origem das coisas, como por exemplo de onde vem o fósforo, a TV, a luz elétrica e etc. Kika sempre pergunta aos pais (ou outro adulto) que costumeiramente lhe dão respostas paliativas.  
Sozinha então ela obtém as respostas por meio de personagens representados por objetos animados, que criam vida e a ensinam de onde vem cada coisa que ela indagou, posteriormente Kika conta a seus pais suas descobertas.  
Para assim no final de cada episódio, Kika sempre é questionada com a frase "Nossa, Kika, de onde veio tanta sabedoria?" a qual responde "Se eu contar, você não vai acreditar, um tchauzinho quentinho e crocante e até o programa que vem com mais um de onde vem!" 

## Personagens
- Kika
- Pais da Kika
- Seu Tomácio, o padeiro
- Seu Tomás
- Guto
- Professora

## Episódios
1. De Onde Vem o Açúcar?
2. De Onde Vem o Sapato?
3. De Onde Vem o Leite?
4. De Onde Vem a Onda?
5. De Onde Vem o Pão?
6. De Onde Vem o Arco-Íris?
7. De Onde Vem a TV?
8. De Onde Vem o Espirro?
9. De Onde Vem a Energia Elétrica?
10. De Onde Vem o Vidro?
11. De Onde Vem o Papel?
12. De Onde Vem o Plástico?
13. De Onde Vem o Fósforo?
14. De Onde Vem o Raio e o Trovão?
15. De Onde Vem o Sal?
16. De Onde Vem o Livro?
17. De Onde Vem o Avião?
18. De Onde Vem o Ovo?
19. De Onde Vem o Choro?
20. De Onde Vem o Dia e a Noite?

## Outras Mídias

### Livros
Foram lançados dois livros pela Panda Books baseados nos episódios da série.
- De Onde Vem o Pão?

Panda Books - ISBN 978-85-88948-28-0
- De Onde Vem a Televisão?

Panda Books - ISBN 978-857695-025-7

### DVDs
No final de 2010 foram lançados DVDs da série divididos em dois volumes pela Sony Pictures trazendo toda a série completa.
- De Onde Vem? - Volume 1
- De Onde Vem? - Volume 2